# Le Petit Criminel
Le Petit Criminel è un film del 1990 scritto e diretto da Jacques Doillon.

## Riconoscimenti
- 1990 - Premio Louis-Delluc
- 1991 - Premio César
  - Migliore promessa maschile (Gérald Thomassin)
- 1991 - European Film Awards
  - Miglior attrice (Clotilde Courau)